# Wahlkreis Unterfranken
Der Wahlkreis Unterfranken ist einer der sieben Wahlkreise für die bayerischen Land- und Bezirkstagswahlen. Territorial entspricht er dem bayerischen Bezirk Unterfranken.
Der Wahlkreis entsendet mindestens 19 Abgeordnete ins Maximilianeum, von denen 10 in den Stimmkreisen direkt gewählt werden. Die Zahl kann sich durch Ausgleichsmandate erhöhen. 2018 fiel in Unterfranken als einzigem Wahlkreis kein Überhangmandat und damit auch kein Ausgleichsmandat an, der Wahlkreis stellte daher im Landtag statt der gesetzlichen 11,1 % nur 9,8 % der Mandate. Bei der Wahl 2023 ergab sich ein Überhang- und zwei Ausgleichsmandate.

## Stimmkreise
Der Wahlkreis ist in zehn Stimmkreise eingeteilt. Da die Zahl der wahlberechtigten Einwohner in Würzburg im Vergleich zu den anderen Wahlkreisen abgenommen hatte, wurden zur Wahl 2013 die Gemeinden Gerbrunn und Rottendorf vom Stimmkreis Würzburg-Land dem Stimmkreis Würzburg-Stadt zugeschlagen. Außerdem verlor der Wahlkreis 2018 ein Listenmandat, so dass die Mindestzahl der Abgeordneten von 20 auf 19 fiel.
| Stimmkreis                  | 2023    | 2018    | 2013    | 2008    |
| --------------------------- | ------- | ------- | ------- | ------- |
| 601 Aschaffenburg-Ost       | 87813   | 88618   | 89469   | 89498   |
| 602 Aschaffenburg-West      | 92664   | 93388   | 93873   | 93278   |
| 603 Bad Kissingen           | 96776   | 98551   | 100067  | 101304  |
| 604 Haßberge, Rhön-Grabfeld | 114595  | 116347  | 117450  | 117974  |
| 605 Kitzingen               | 86288   | 86670   | 86769   | 86127   |
| 606 Main-Spessart           | 98118   | 99733   | 101066  | 101958  |
| 607 Miltenberg              | 94300   | 95271   | 96113   | 96322   |
| 608 Schweinfurt             | 108232  | 111113  | 113032  | 113167  |
| 609 Würzburg-Land           | 117144  | 117914  | 117350  | 125318  |
| 610 Würzburg-Stadt          | 104300  | 106243  | 108061  | 99288   |
| Unterfranken                | 1000230 | 1013948 | 1023250 | 1024234 |

## Ergebnisse der Parteien

### Wahlen seit 2008
Bei den Landtagswahlen 2008, 2013 und 2023 errang die CSU jeweils alle zehn Direktmandate, bei der Wahl 2018 nur neun (Würzburg-Stadt ging an den Kandidaten von  Bündnis 90/Die Grünen). Die übrigen Sitze wurden von den Listenbewerbern besetzt, die auf der entsprechenden Parteiliste die größten Gesamtstimmenzahlen aufwiesen.
| Wahlen seit 2008      | 2023    | 2023  | 2018    | 2018  | 2013    | 2013  | 2008    | 2008  |
| --------------------- | ------- | ----- | ------- | ----- | ------- | ----- | ------- | ----- |
| Partei                | Prozent | Sitze | Prozent | Sitze | Prozent | Sitze | Prozent | Sitze |
| CSU                   | 41,6    | 10    | 41,4    | 9     | 50,1    | 12    | 47,3    | 11    |
| AfD                   | 15,5    | 4     | 9,8     | 2     | –       |       | –       |       |
| Bündnis 90/Die Grünen | 13,5    | 3     | 16,3    | 3     | 8,9     | 2     | 8,4     | 2     |
| Freie Wähler          | 12,2    | 3     | 9,2     | 2     | 8,2     | 2     | 10,2    | 2     |
| SPD                   | 9,4     | 2     | 10,1    | 2     | 19,5    | 4     | 16,7    | 4     |
| FDP                   | 2,6     |       | 4,8     | 1     | 2,9     |       | 6,7     | 1     |
| Die Linke             | 1,7     |       | 3,5     |       | 2,3     |       | 5,2     |       |
| ödp                   | 1,6     |       | 0,9     |       | 1,4     |       | 1,7     |       |
| dieBasis              | 1,0     |       | -       |       | –       |       | –       |       |
| BP                    | 0,8     |       | 0,9     |       | 1,1     |       | 0,2     |       |
| Franken               | –       |       | 0,8     |       | 1,6     |       | –       |       |
| Tierschutzpartei      | –       |       | 0,7     |       | –       |       | –       |       |
| PARTEI                | –       |       | 0,6     |       | –       |       | –       |       |
| mut                   | –       |       | 0,4     |       | –       |       | –       |       |
| Piraten               | –       |       | 0,3     |       | 2,1     |       | –       |       |
| V-Partei³             | –       |       | 0,3     |       | –       |       | –       |       |
| REP                   | –       |       | –       |       | 1,8     |       | 1,9     |       |
| NPD                   | –       |       | –       |       | –       |       | 1,0     |       |
| RRP                   | –       |       | –       |       | –       |       | 0,1     |       |
| insgesamt             | 100     | 22    | 100     | 19    | 100     | 20    | 100     | 20    |

### Wahlen bis 2003
Unter „sonstige“ sind zusammengefasst unter anderem Freie Wähler, ÖDP, Republikaner und Bayernpartei.
| Wahlen bis 2003       | 2003    | 1998    | 1994    |
| --------------------- | ------- | ------- | ------- |
| Partei                | Prozent | Prozent | Prozent |
| CSU                   | 60,6    | 52,8    | 54,2    |
| SPD                   | 18,4    | 27,4    | 29,1    |
| Bündnis 90/Die Grünen | 7,7     | 5,8     | 6,8     |
| FDP                   | 2,8     | 1,7     | 2,9     |
| sonstige              | 10,5    | 12,2    | 6,9     |
| insgesamt             | 100     | 100     | 100     |

## Gewählte Abgeordnete

### Wahl 2023
| Mitglied des Landtages | geb. | Partei                | Stimmkreis              | Stimmen | davon Erststimmen | Bemerkungen  |
| ---------------------- | ---- | --------------------- | ----------------------- | ------- | ----------------- | ------------ |
| Jörg Baumann           | 1981 | AfD                   | Aschaffenburg-West      | 26323   | 10532             |              |
| Winfried Bausback      | 1965 | CSU                   | Aschaffenburg-West      | 60894   | 24581             | Direktmandat |
| Barbara Becker         | 1969 | CSU                   | Kitzingen               | 30675   | 28010             | Direktmandat |
| Andrea Behr            | 1969 | CSU                   | Würzburg-Stadt          | 51743   | 23471             | Direktmandat |
| Kerstin Celina         | 1968 | Bündnis 90/Die Grünen | Würzburg-Land           | 35215   | 13336             |              |
| Martina Fehlner        | 1960 | SPD                   | Aschaffenburg-West      | 20414   | 7796              |              |
| Patrick Friedl         | 1970 | Bündnis 90/Die Grünen | Würzburg-Stadt          | 35271   | 21211             |              |
| Judith Gerlach         | 1985 | CSU                   | Aschaffenburg-Ost       | 128404  | 30306             | Direktmandat |
| Martina Gießübel       | 1970 | CSU                   | Schweinfurt             | 33253   | 29369             | Direktmandat |
| Richard Graupner       | 1963 | AfD                   | Schweinfurt             | 68887   | 14530             |              |
| Volkmar Halbleib       | 1964 | SPD                   | Würzburg-Land           | 26093   | 10587             |              |
| Daniel Halemba         | 2001 | AfD                   | Haßberge, Rhön-Grabfeld | 25631   | 14769             |              |
| Björn Jungbauer        | 1981 | CSU                   | Würzburg-Land           | 43059   | 39015             | Direktmandat |
| Sandro Kirchner        | 1975 | CSU                   | Bad Kissingen           | 51813   | 36908             | Direktmandat |
| Paul Knoblach          | 1954 | Bündnis 90/Die Grünen | Schweinfurt             | 19695   | 8079              |              |
| Thorsten Schwab        | 1975 | CSU                   | Main-Spessart           | 33546   | 31440             | Direktmandat |
| Martin Stock           | 1980 | CSU                   | Miltenberg              | 30379   | 28393             | Direktmandat |
| Anna Stolz             | 1982 | Freie Wähler          | Main-Spessart           | 36340   | 12568             |              |
| Ramona Storm           | 1958 | AfD                   | Miltenberg              | 19064   | 10941             |              |
| Steffen Vogel          | 1974 | CSU                   | Haßberge, Rhön-Grabfeld | 45108   | 40342             | Direktmandat |
| Felix von Zobel        | 1992 | Freie Wähler          | Würzburg-Land           | 19060   | 11739             |              |
| Thomas Zöller          | 1968 | Freie Wähler          | Miltenberg              | 16655   | 10895             |              |

### Wahl 2018
| Mitglied des Landtages | geb. | Partei                | Stimmkreis              | Stimmen | davon Erststimmen | Bemerkungen  |
| ---------------------- | ---- | --------------------- | ----------------------- | ------- | ----------------- | ------------ |
| Winfried Bausback      | 1965 | CSU                   | Aschaffenburg-West      | 50396   | 23076             | Direktmandat |
| Barbara Becker         | 1969 | CSU                   | Kitzingen               | 27107   | 24454             | Direktmandat |
| Kerstin Celina         | 1968 | Bündnis 90/Die Grünen | Würzburg-Land           | 56402   | 17569             |              |
| Gerhard Eck            | 1960 | CSU                   | Schweinfurt             | 45013   | 30211             | Direktmandat |
| Martina Fehlner        | 1960 | SPD                   | Aschaffenburg-West      | 23324   | 9093              |              |
| Patrick Friedl         | 1970 | Bündnis 90/Die Grünen | Würzburg-Stadt          | 37832   | 22010             | Direktmandat |
| Judith Gerlach         | 1985 | CSU                   | Aschaffenburg-Ost       | 26979   | 25768             | Direktmandat |
| Richard Graupner       | 1963 | AfD                   | Schweinfurt             | 34269   | 9619              |              |
| Volkmar Halbleib       | 1964 | SPD                   | Würzburg-Land           | 26341   | 11025             |              |
| Helmut Kaltenhauser    | 1961 | FDP                   | Aschaffenburg-Ost       | 13762   | 4290              |              |
| Sandro Kirchner        | 1975 | CSU                   | Bad Kissingen           | 37468   | 34992             | Direktmandat |
| Christian Klingen      | 1965 | AfD                   | Kitzingen               | 25335   | 6328              |              |
| Paul Knoblach          | 1954 | Bündnis 90/Die Grünen | Schweinfurt             | 17453   | 11065             |              |
| Manfred Ländner        | 1958 | CSU                   | Würzburg-Land           | 37097   | 35045             | Direktmandat |
| Gerald Pittner         | 1960 | Freie Wähler          | Haßberge, Rhön-Grabfeld | 23508   | 9029              |              |
| Berthold Rüth          | 1958 | CSU                   | Miltenberg              | 26979   | 25832             | Direktmandat |
| Thorsten Schwab        | 1975 | CSU                   | Main-Spessart           | 29186   | 28361             | Direktmandat |
| Anna Stolz             | 1982 | Freie Wähler          | Main-Spessart           | 15102   | 10358             |              |
| Steffen Vogel          | 1974 | CSU                   | Haßberge, Rhön-Grabfeld | 41030   | 39420             | Direktmandat |

### Wahl 2013
| Mitglied des Landtages | geb. | Partei                | Stimmkreis              | Stimmen | davon Erststimmen | Bemerkungen  |
| ---------------------- | ---- | --------------------- | ----------------------- | ------- | ----------------- | ------------ |
| Winfried Bausback      | 1965 | CSU                   | Aschaffenburg-West      | 33466   | 23227             | Direktmandat |
| Kerstin Celina         | 1968 | Bündnis 90/Die Grünen | Würzburg-Land           | 19665   | 7728              |              |
| Gerhard Eck            | 1960 | CSU                   | Schweinfurt             | 48508   | 33650             | Direktmandat |
| Hans Jürgen Fahn       | 1952 | Freie Wähler          | Aschaffenburg-Ost       | 17276   | 3393              |              |
| Martina Fehlner        | 1960 | SPD                   | Aschaffenburg-West      | 32500   | 13097             |              |
| Günther Felbinger      | 1962 | Freie Wähler          | Main-Spessart           | 16904   | 11902             |              |
| Judith Gerlach         | 1985 | CSU                   | (nur Liste)             | 16120   |                   |              |
| Volkmar Halbleib       | 1964 | SPD                   | Würzburg-Land           | 47269   | 19334             |              |
| Otto Hünnerkopf        | 1951 | CSU                   | Kitzingen               | 29795   | 28346             | Direktmandat |
| Oliver Jörg            | 1972 | CSU                   | Würzburg-Stadt          | 30396   | 25470             | Direktmandat |
| Sandro Kirchner        | 1975 | CSU                   | Bad Kissingen           | 35933   | 34809             | Direktmandat |
| Manfred Ländner        | 1958 | CSU                   | Würzburg-Land           | 41210   | 39598             | Direktmandat |
| Thomas Mütze           | 1966 | Bündnis 90/Die Grünen | Aschaffenburg-West      | 19563   | 8350              |              |
| Kathi Petersen         | 1956 | SPD                   | Schweinfurt             | 22338   | 15531             |              |
| Georg Rosenthal        | 1946 | SPD                   | Würzburg-Stadt          | 33714   | 16287             |              |
| Berthold Rüth          | 1958 | CSU                   | Miltenberg              | 28416   | 27445             | Direktmandat |
| Thorsten Schwab        | 1975 | CSU                   | Main-Spessart           | 29628   | 28784             | Direktmandat |
| Barbara Stamm          | 1944 | CSU                   | (nur Liste)             | 217083  |                   |              |
| Steffen Vogel          | 1974 | CSU                   | Haßberge, Rhön-Grabfeld | 40949   | 39797             | Direktmandat |
| Peter Winter           | 1954 | CSU                   | Aschaffenburg-Ost       | 34735   | 29746             | Direktmandat |

### Wahl 2008
| Mitglied des Landtages | geb. | Partei                | Stimmkreis              | Erststimmen in % | Bemerkungen |
| ---------------------- | ---- | --------------------- | ----------------------- | ---------------- | ----------- |
| Winfried Bausback      | 1965 | CSU                   | Aschaffenburg-West      | 42,3             |             |
| Sabine Dittmar         | 1964 | SPD                   |                         |                  |             |
| Gerhard Eck            | 1960 | CSU                   | Schweinfurt             | 45,7             |             |
| Hans Jürgen Fahn       | 1952 | Freie Wähler          |                         |                  |             |
| Günther Felbinger      | 1962 | Freie Wähler          |                         |                  |             |
| Volkmar Halbleib       | 1964 | SPD                   |                         |                  |             |
| Otto Hünnerkopf        | 1951 | CSU                   | Kitzingen               | 44,7             |             |
| Oliver Jörg            | 1972 | CSU                   | Würzburg-Stadt          | 40,6             |             |
| Robert Kiesel          | 1951 | CSU                   | Bad Kissingen           | 49,1             |             |
| Karsten Klein          | 1977 | FDP                   |                         |                  |             |
| Manfred Ländner        | 1958 | CSU                   | Würzburg-Land           | 43,7             |             |
| Thomas Mütze           | 1966 | Bündnis 90/Die Grünen |                         |                  |             |
| Karin Pranghofer       | 1951 | SPD                   |                         |                  |             |
| Berthold Rüth          | 1958 | CSU                   | Miltenberg              | 45,3             |             |
| Harald Schneider       | 1952 | SPD                   |                         |                  |             |
| Eberhard Sinner        | 1944 | CSU                   | Main-Spessart           | 45,4             |             |
| Barbara Stamm          | 1944 | CSU                   |                         |                  |             |
| Simone Tolle           | 1963 | Bündnis 90/Die Grünen |                         |                  |             |
| Bernd Weiß             | 1968 | CSU                   | Haßberge, Rhön-Grabfeld | 47,7             |             |
| Peter Winter           | 1954 | CSU                   | Aschaffenburg-Ost       | 49,6             |             |